# Pristimantis crepitans
Pristimantis crepitans är en groddjursart som först beskrevs av Werner C.A. Bokermann 1965.  Pristimantis crepitans ingår i släktet Pristimantis och familjen Strabomantidae. IUCN kategoriserar arten globalt som otillräckligt studerad. Inga underarter finns listade i Catalogue of Life.